# Đoàn Tử Huyến
Đoàn Tử Huyến (1952 tại xã Đức Lạc, huyện Đức Thọ, tỉnh Hà Tĩnh – 22 tháng 11 năm 2020 tại Sơn Tây, Hà Nội) là một dịch giả Việt Nam, người sáng lập ra Trung tâm văn hóa ngôn ngữ Đông Tây.

## Sự nghiệp
Đoàn Tử Huyến tốt nghiệp khoa Ngữ văn trường Đại học Tổng hợp Voronezh ở Liên Xô, về nước giảng dạy văn học Nga tại Đại học Sư phạm Hà Nội, rồi làm biên tập viên Nhà xuất bản Lao Động. Sau đó ông làm phó tổng biên tập tạp chí Văn học nước ngoài. Năm 1999 ông sáng lập Trung tâm Văn hóa ngôn ngữ Đông Tây, một trung tâm hoạt động trong lĩnh vực văn hóa, xuất bản phát hành sách.
Đoàn Tử Huyến là một dịch giả tiếng Nga giỏi. Ông từng là ủy viên Hội đồng Văn học dịch của Hội Nhà văn Việt Nam. Trước khi qua đời ông là Chủ tịch Hội đồng Văn học nước ngoài của Hội Nhà văn Hà Nội.
Năm 2016 sức khỏe của Đoàn Tử Huyến giảm sút do bị tai biến mạch máu não. Ngày 22 tháng 11 năm 2020, ông qua đời khi đang ngủ, có thể do hậu quả của căn bệnh tai biến.

## Tác phẩm

### Tác phẩm biên soạn
Đoàn Tử Huyến được biết đến với việc biên soạn nhiều tác phẩm đưa bạn đọc đến gần hơn với nền văn học bác học của thế giới như
- Diễn từ của các nhà văn Nga đoạt giải Nobel
- Các nhà thơ đoạt giải Nobel
- Các nhà văn đoạt giải Nobel
- 108 nhà văn thế kỷ 20

Ngoài ra ông còn sưu tầm và biên soạn
- Bùi Giáng - trong cõi người ta
- Nguyễn Công Trứ cuộc đời và thơ
- Trịnh Công Sơn, một người thơ ca một cõi đi về (cùng Nguyễn Trọng Tạo, Nguyễn Thụy Kha)
- Những hiện tượng bí ẩn (cùng Nguyễn Ngọc Hùng, Nguyễn Kiều Diệp)
- Những nhân vật bí ẩn (cùng Nguyễn Ngọc Hùng, Nguyễn Kiều Diệp)
- Những vùng miền bí ẩn (cùng Nguyễn Ngọc Hùng, Nguyễn Văn Thảo)
- Đức Thọ đất và người

### Tác phẩm dịch
Danh sách dưới đây thống kê chưa đầy đủ những dịch phẩm của Đoàn Tử Huyến
- Bố già (tiểu thuyết, Mario Puzo, dịch chung với Trịnh Huy Ninh)
- Cái chuông điện (tập truyện vui, Nhiều tác giả, dịch chung với Nguyễn Đình Tài, Thái Hà)
- Chiếc vòng thạch lựu (truyện dài, Aleksandr Kuprin)
- Đấng cứu thế (tiểu thuyết, Miguel Otero Silva)
- Đêm sau lễ ra trường (truyện dài, Vladimir Tendryakov)
- Đêm trắng (tiểu thuyết, Fyodor Dostoevsky)
- Giọt rừng (tập tản văn, Mikhail Prishvin)
- Khóm hoa tử đinh hương (tập truyện ngắn, Nhiều tác giả)
- Kỳ lạ thế đấy cuộc đời này (tiểu thuyết, Daniil Granin)
- Nghệ nhân và Margarita (tiểu thuyết, Mikhail Bulgakov)
- Người đàn bà mà tôi ruồng bỏ (tiểu thuyết, Endō Shūsaku, dịch chung với Hoàng Thái)
- Nhật ký vũ trụ của Ion Lặng Lẽ (tiểu thuyết giả tưởng, Stanisław Lem, dịch chung với Hiếu Trang)
- Những ô cửa màu xanh (tập truyện ngắn, Nhiều tác giả)
- Những quả trứng định mệnh (tiểu thuyết, Mikhail Bulgakov)
- Quán trọ Miramar (tiểu thuyết, Naguib Mahfouz)
- Sulamif (tập truyện vừa, Aleksandr Kuprin)
- Tiếng gọi vĩnh cửu (tiểu thuyết, Anatoly Ivanov)
- Trái tim chó (tiểu thuyết, Mikhail Bulgakov)
- Trò chơi (tiểu thuyết, Yuri Bondarev, dịch chung với Vũ Việt)
- Vanina Vanini (tiểu thuyết, Stendhal)

## Giải thưởng
Đoàn Tử Huyến được Hội Nhà văn Việt Nam trao giải thưởng hàng năm 1990–1991, hạng mục dịch thuật cho tác phẩm Nghệ nhân và Margarita.

## Gia đình
Đoàn Tử Huyến là cháu gọi Đoàn Tử Quang là cụ nội. Cha ông là một giáo viên. Ông là con trai cả trong gia đình có năm anh em. Em trai ông Đoàn Tử Hoan cùng điều hành trung tâm Đông Tây với ông và quản lý trung tâm sau khi ông qua đời.
Đoàn Tử Huyến có vợ là một giáo viên dạy tiếng Nga. Hai ông bà có hai con: một trai một gái.